# Franciszek Mirecki
Franciszek Mirecki (Cracòvia, 31 de març de 1792 - Cracòvia, 29 de maig de 1862) fou un compositor polonès del romanticisme.
Fou deixeble de Hummel i de Cherubini, fou nomenat director d'òpera a Lisboa, Gènova i Cracòvia. Mirecki va compondre nou òperes, una simfonia, música de cambra, piano i sonates per a violí i cançons. També va escriure una teoria de la composició (Trattato intorno agli stromenti ed'all istromentazione Milà, 1844) i publicat una col·lecció de cinquanta salms de Benedetto Marcello.
Entre els seus alumnes de París hi tingué a Gustavo Carulli, el qual era fill del també músic Ferdinando Carulli.
Les òperes més conegudes de Mirecki són:
- Cyganie (Varsòvia, 1822);
- Evandro in Pergamo (Gènova, 1824);
- I due forzati (Lisboa, 1826);
- Cornelio Bentivoglio (Milà, 1844);
- Une nuit dans les Apennins (Cracòvia, 1845).